# Hegyi mari járás

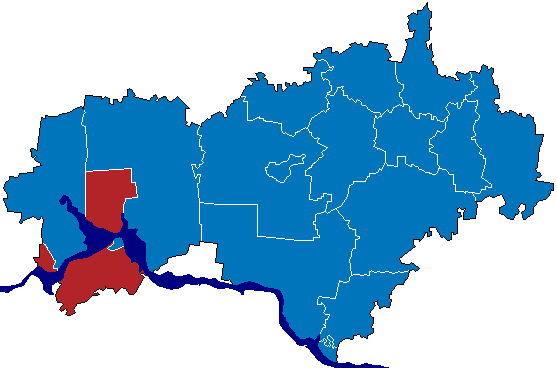
A Hegy mari járás Mariföldön

A Hegyi mari járás (oroszul Горномарийский район, mari nyelven Кырык мары кымдем) Oroszország egyik járása Mariföldön. Székhelye Kozmogyemjanszk.

## Népesség
- 1989-ben 32 949 lakosa volt.
- 2002-ben 29 203 lakosa volt, melynek 87,7%-a mari, 11%-a orosz, 0,7%-a csuvas, 0,5%-a baskír.
- 2010-ben 25 869 lakosa volt, melynek 85,8%-a mari, 11,1%-a orusz, 0,6%-a csuvas.